# Juta (roślina)
Juta (Corchorus L.) – rodzaj roślin z rodziny ślazowatych Malvaceae (w niektórych, zwłaszcza dawniejszych systemach z lipowatych Tiliaceae). Należy do niego co najmniej 77 gatunków występujących w obszarach tropikalnych. 

## Systematyka
Pozycja systematyczna według APweb (aktualizowany system APG III z 2009)
Należy do podrodziny Grewioideae, rodziny ślazowatych Malvaceae, rzędu ślazowców, kladu różowych (rosids) w obrębie okrytonasiennych (Magnoliophyta ).
Pozycja w systemie Reveala (1993–1999)
Gromada okrytonasienne (Magnoliophyta Cronquist), podgromada Magnoliophytina Frohne & U. Jensen ex Reveal, klasa Rosopsida Batsch, podklasa ukęślowe (Dilleniidae Takht. ex Reveal & Tahkt.), nadrząd Malvanae Takht., rząd ślazowce (Malvales Dumort.), podrząd Tiliineae Rchb., rodzina lipowate (Tiliaceae Juss.), rodzaj juta (Corchorus L.).
Wykaz gatunków
| - Corchorus aestuans L. - Corchorus africanus Bari - Corchorus angolensis Exell & Mendonça - Corchorus aquaticus Rusby - Corchorus argillicola Moeaha & P.J.D.Winter - Corchorus asplenifolius Burch. - Corchorus aulacocarpus Halford - Corchorus baldaccii Mattei - Corchorus brevicornutus Vollesen - Corchorus bricchettii Weim. - Corchorus capsularis L. – juta torebkowa - Corchorus carnarvonensis Halford - Corchorus chrozophorifolius (Baill.) Burret - Corchorus cinerascens Deflers - Corchorus confusus Wild - Corchorus congener Halford - Corchorus cunninghamii F.Muell. - Corchorus deccanensis H.B.Singh & M.V.Viswan. - Corchorus depressus (L.) Stocks - Corchorus detersilis Gand. - Corchorus elachocarpus F.Muell. - Corchorus elderi F.Muell. - Corchorus erinaceus Weim. - Corchorus erodioides Balf.f. - Corchorus fascicularis Lam. - Corchorus foliosus Spreng. - Corchorus gillettii Bari - Corchorus hamatus Baker - Corchorus hirsutus L. - Corchorus hirtus L. - Corchorus hygrophilus A.Cunn. ex Benth. - Corchorus incanus Halford - Corchorus junodii (Schinz) N.E.Br. - Corchorus kirkii N.E.Br. - Corchorus laniflorus Rye - Corchorus lasiocarpus Halford - Corchorus leptocarpus A.Cunn. ex Benth. - Corchorus longipedunculatus Mast. - Corchorus macropetalus (F.Muell.) Domin | - Corchorus macropterus G.J.Leach & Cheek - Corchorus merxmuelleri Wild - Corchorus mitchellensis Halford - Corchorus neocaledonicus Schltr. - Corchorus obclavatus Halford - Corchorus olitorius L. – juta kolorowa, j. warzywna - Corchorus orinocensis Kunth - Corchorus parviflorus (Benth.) Domin - Corchorus parvifolius Sebsebe - Corchorus pascuorum Domin - Corchorus pinnatipartitus Wild - Corchorus psammophilus Codd - Corchorus pseudo-olitorius Islam & Zaid - Corchorus pseudocapsularis Schweinf. - Corchorus puberulus Halford - Corchorus pumilio R.Br. ex Benth. - Corchorus reynoldsiae Halford - Corchorus rostratus Danguy - Corchorus saxatilis Wild - Corchorus schimperi Cufod. - Corchorus sericeus Ewart & O.B.Davies1 - Corchorus siamensis Craib - Corchorus sidoides F.Muell. - Corchorus siliquosus L. - Corchorus stenophyllus (K.Schum.) Weim. - Corchorus subargentus Halford - Corchorus sublatus Halford - Corchorus sulcatus Verd. - Corchorus tectus Halford - Corchorus thozetii Halford - Corchorus tiniannensis Hosok. - Corchorus tomentellus F.Muell. - Corchorus torresianus Gaudich. - Corchorus tridens L. - Corchorus trilocularis L. - Corchorus urticifolius Wight & Arn. - Corchorus velutinus Wild - Corchorus walcottii F.Muell. |

## Zastosowanie
Dwa gatunki mają duże znaczenie gospodarcze. Juta torebkowa (Corchorus capsularis) pochodząca z Indii, jest rośliną roczną dostarczającą cennego włókna (druga co do ważności po bawełnie wśród roślin tropikalnych). Uprawiana w Azji południowo-wschodniej i w Ameryce Południowej. Juta warzywna (Corchorus olitorius) również pochodzi z Indii, a uprawiana jest w tropikalnej Azji, w Egipcie, na południu Europy i w Ameryce Południowej. Dostarcza włókna, a młode rośliny są także cenionym warzywem.
| Najwięksi producenci juty (2008) (w tysiącach ton) | Najwięksi producenci juty (2008) (w tysiącach ton) |
| -------------------------------------------------- | -------------------------------------------------- |
| Indie                                              | 1 846 000                                          |
| Bangladesz                                         | 848 715                                            |
| Chiny                                              | 48 000                                             |
| Mjanma                                             | 30 000                                             |
| Uzbekistan                                         | 20 000                                             |
| Nepal                                              | 16 988                                             |
| Wietnam                                            | 8 800                                              |
| Tajlandia                                          | 5 000                                              |
| Sudan                                              | 3 300                                              |
| Egipt                                              | 2 200                                              |
| Łącznie na świecie                                 | 2 833 041 ton                                      |